# Bobsleje na Zimowych Igrzyskach Olimpijskich 2014 – kwalifikacje

## Zasady kwalifikacji
W igrzyskach wzięło udział maksymalnie 170 zawodników (130 mężczyzn oraz 40 kobiet).
Kwalifikacja opierała się na światowym rankingu z 20 stycznia 2014 roku. Każdy kontynent i gospodarz mógł wystawić zawodników, pod warunkiem, że spełnili oni poniższe warunki. Piloci załóg musieli wziąć udział w 5 różnych zawodach na 3 różnych trasach w trakcie sezonu 2012/2013 lub 2013/2014. Piloci męskich załóg musieli być w najlepszej 50 światowego rankingu, zaś piloci kobiecych załóg w pierwszej 40.
W konkurencjach mężczyzn wzięło udział po 30 załóg (3 komitety olimpijskie wystawiły po trzy załogi, 6 komitetów wystawiło dwie załogi i 9 komitetów wystawiło po jednej załodze). W kobiecej konkurencji do obsadzenia było 20 miejsc (2 komitety olimpijskie wystawiły trzy załogi, 4 komitety dwie, a pozostałe komitety po jednej).

## Przydział kwot startowych

### Dwójka mężczyzn
| Liczba załóg | Liczba zawodników | Liczba komitetów |
| ------------ | ----------------- | ---------------- |
| 3            | 18                | 3 NKOl           |
| 2            | 24                | 6 NKOl           |
| 1            | 18                | 9 NKOl           |
| 30           | 60                |                  |

### Czwórka mężczyzn
| Liczba załóg | Liczba zawodników | Liczba komitetów |
| ------------ | ----------------- | ---------------- |
| 3            | 36                | 3 NKOl           |
| 2            | 48                | 6 NKOl           |
| 1            | 36                | 9 NKOl           |
| 30           | 120               |                  |

### Dwójka kobiet
| Liczba załóg | Liczba zawodników | Liczba komitetów |
| ------------ | ----------------- | ---------------- |
| 3            | 12                | 2 NKOl           |
| 2            | 16                | 4 NKOl           |
| 1            | 12                | 6 NKOl           |
| 20           | 40                |                  |